# Gustav Grüner til Kærup
 Der er flere personer med dette navn, se Gustav Grüner (flertydig).
Gustav Grüner (19. juli 1791 i Toksværd – 2. februar 1869 på Kærup) var en dansk godsejer og generalkrigskommissær, far til Gustav og Georg Grüner.
Han var søn af sognepræst Elias Grüner (1754-1818) og Charlotte Elisabeth Beyer (1757-1817). Grüner var skibskaptajn og senere forpagter af Spanager. I 1827 blev han ejer af Kærup ved Ringsted, hvor han 1841-42 lod opføre den nuværende hovedbygning. Han blev kammerherre, krigsassessor og generalkrigskommissær.
11. april 1816 ægtede han i Fuglebjerg Kirke Mariane Birgitte Røebye (1. april 1795 - 5. marts 1859).